# Halophilosciidae
Halophilosciidae är en familj av kräftdjur. Halophilosciidae ingår i ordningen gråsuggor och tånglöss, klassen storkräftor, fylumet leddjur och riket djur. Enligt Catalogue of Life omfattar familjen Halophilosciidae 10 arter. 
Kladogram enligt Catalogue of Life:
| Halophilosciidae | \| \| Halophiloscia \| \| \| \| \| \| Stenophiloscia \| \| \| \| |
|                  | \| \| Halophiloscia \| \| \| \| \| \| Stenophiloscia \| \| \| \| |
|                  | Halophiloscia                                                    |
|                  |                                                                  |
|                  | Stenophiloscia                                                   |
|                  |                                                                  |